# Жанаура
Жанаура (груз. ჟანაურა) — село в Грузии, на территории Озургетского муниципалитета края (мхаре) Гурия.

## География
Село находится в западной части Грузии, на левом берегу реки Курепы (левый приток Супсы), на расстоянии приблизительно 10 километров (по прямой) к северо-востоку от города Озургети, административного центра муниципалитета. Абсолютная высота — 94 метра над уровнем моря.

## Население
По результатам официальной переписи населения 2014 года, в Жанауре проживало 156 человек (72 мужчины и 84 женщины). В национальной структуре населения грузины составляли 100 %.
| Год  | Население, человек |
| ---- | ------------------ |
| 2002 | 240                |
| 2014 | ↘ 156              |